# Malin Falkenmark
Malin Fredrika Sofia Sundberg-Falkenmark (Kungsholmen, 21 de noviembre de 1925 - 3 de diciembre de 2023), conocida como Malin Falkenmark, fue una hidróloga sueca. Conocida como Malin Falkenmark, investigó sobre el uso sostenible de los recursos hídricos para satisfacer las necesidades humanas y de los ecosistemas. Desarrolló el denominado Indicador de Estrés Hídrico de Falkenmark, para medir el agua disponible para uso humano. Defendió la inclusión de las mujeres en la configuración del futuro de la gestión del agua y promocionó la ciencia del agua entre mujeres y niñas.

## Trayectoria
Hija del político y jurista Halvar Sundberg, realizó la Maestría en Matemáticas, Física, Química y Mecánica en la Universidad de Uppsala, en 1951. Fue la primera doctorada sueca en Hidrología, en 1964, con el estudio “Capacidad de carga de una capa de hielo”  Doctora Honoris Causa de la Universidad de Linköping, en 1975. 
Trabajó como hidróloga en el Instituto Meteorológico e Hidrológico de Suecia (años 50 y 60) y en el Consejo Sueco de Investigación en Ciencias Naturales (1965-1995), donde alcanzó la secretaria ejecutiva. Más tarde fue Secretaria Ejecutiva del Comité Nacional del Programa Hidrológico Internacional de la UNESCO durante muchos años.
Como presidenta del Comité del Programa Científico del Instituto Internacional del Agua de Estocolmo (1991-2003), creó la Semana Mundial del Agua de Estocolmo (inicialmente denominado, Simposio del Agua de Estocolmo), que se convirtió en el "evento anual para los problemas hídricos del mundo".
A nivel internacional, fue Relatora General de la Conferencia de las Naciones Unidas sobre el Agua en Mar del Plata (1977); Consultora del Banco Mundial para temas de escasez de agua (1988-92). También fue miembro del Comité de Energía y Recursos Naturales para el Desarrollo de las Naciones Unidas, del  Grupo de Trabajo del Proyecto del Milenio de las Naciones Unidas para la Sostenibilidad Ambiental, y del Comité Asesor Técnico de la Asociación Mundial para el Agua. Además, asesora científica del Fondo para el Medio Ambiente Mundial y de la Evaluación Integral del Agua Dulce en el Mundo.
Fue profesora de Hidrología Aplicada e Internacional. Dirigió la planificación y el desarrollo del Departamento de Estudios del Agua y el Medio Ambiente en la Universidad de Linköping (1976-1979). 
Tras su jubilación en 1991, formó parte del Departamento de Ecología de Sistemas de la Universidad de Estocolmo. En 2007, se unió al Centro de Resiliencia de Estocolmo como investigadora senior. También fue asesora científica principal del Instituto Internacional del Agua de Estocolmo (SIWI) .
A los 92 años recibió el Premio Planeta Azul 2018 por su trabajo sobre los problemas mundiales del agua y su impacto en las poblaciones humanas. Este galardón, creado por Fundación Asahi Glass, se otorga anualmente a personas u organizaciones cuyo trabajo ha contribuido a mejorar del entorno global.
Falkenmark murió el 3 de diciembre de 2023, a los 98 años.
Ese año, se crea un premio con su nombre, el Premio Falkenmark, concedido por la Asociación Internacional de Ciencias Hidrológicas, a la mejor tesis doctoral que contribuya a la comprensión hidrológica de la escasez de agua y el suministro de agua en países desfavorecidos.

## Indicador de Estrés Hídrico de Falkenmark
En un artículo publicado en 1989,  Falkenmark introdujo un indicador de estrés hídrico que expresa el nivel de escasez de agua en una determinada región como la cantidad de agua dulce renovable disponible para cada persona al año. Pasó a conocerse como el Indicador Falkenmark, uno de los indicadores más utilizados para medir y describir la disponibilidad de agua para uso humano. 
El nivel de escasez de agua en un determinado país se determinó en función de tres umbrales: si la cantidad de agua renovable en un país es inferior a 1.700 m 3 por persona al año, se dice que ese país tiene estrés hídrico; por debajo de 1.000 m 3, posee escasez de agua; y si es menor de menor 500 m 3, sufre escasez absoluta de agua.

## El paradigma del agua azul y verde
En 1995 creó los conceptos de agua verde y agua azul.  El primero se refiere al "agua de lluvia que se infiltra en la zona de las raíces y se utiliza para la producción de biomasa". Y el segundo, a "la que se escurre desde la superficie del suelo o se filtra más allá de la zona de las raíces para formar agua subterránea".
En una publicación posterior, definió el agua verde como el agua del suelo contenida en la zona no saturada, formada por la precipitación y disponible para las plantas, y el agua azul, como el agua líquida en ríos, lagos, humedales y acuíferos, que puede extraerse para riego y otros usos humanos. Ambos recursos son importantes para la producción de alimentos: la agricultura de secano usa sólo agua verde, la de regadío utiliza tanto agua verde como azul.

## Premios y reconocimientos
- IWRA Ven Te Chow Memorial Award (1991)[17]
- KTH Stora Pris (1995)
- Volvo Environment Prize (1998)[18]
- Premio Internacional de Hidrología (1998), concedido por la Asociación Internacional de Ciencias Hidrológicas,  la UNESCO y la OMM, por su contribución destacada a la ciencia hidrológica. [19][20][21]
- Premio Rachel Carson (2005), galardón lnternacional, que toma el nombre de Rachel Carson, pionera en la defensa medioambiental, que se otorga anualmente a una mujer que se haya distinguido por un trabajo destacado a favor del medio ambiente[22]
- Premio Gota de Cristal (2005), concedido por la Asociación Internacional de Recursos Hídricos, entregado durante el XII Congreso Mundial del Agua en Nueva Delhi, India, en noviembre de 2005. [23][24]
- Premio Agua 2010, concedido por la Fundación Príncipe Alberto II de Mónaco,  organización sin ánimo de lucro, para la conservación del medio ambiente.De carácter anual desde 2008, el galardón reconoce a personalidades y organizaciones internacionales destacadas  a favor del medio ambiente y de la preservación del planeta.   [25][26]
- Premio Planeta Azul (2018)[27][1]